# Elipsa (lingvistika)
Elipsa (též výpustka – z řeckého élleipsis – vynechání) je vynechání části věty obsahující informaci, která je příjemci známa a bez níž větu dokáže pochopit. Používáme ji, abychom náš projev zestručnili a neopakovali to, co už bylo řečeno, nebo to, co jasně vyplývá z kontextu. Výpustka je v běžné řeči využívána velice často (např. v odpovědích na otázku).

## Typy elips
Elipsy lze dělit na textové, situační a systémové. V textových elipsách je vypuštěna část textu. Podle toho, jestli elidují předcházející, nebo následující text, je lze dále dělit na:
- anaforické (elidují předcházející text): Karel chytil štiku, Eva (chytila) jen rýmu.
- kataforické (elidují následující text): Zuzka (čekala) v obchodě, zatímco já na ni čekal před obchodem. Kataforické elipsy jsou méně srozumitelné, a proto se užívají méně často.

Situační neboli exoforické elipsy odkazují k okolnímu světu, např. když stojíme v obchodě u pokladny, pokladní se zeptá: Rohlíků deset? (namísto: Dal jste si do sáčku deset rohlíků?).
Systémové elipsy se liší v tom, že není možné jednoznačně určit elidované slovo, ale posluchač přesto porozumí smyslu, protože si lze představit jen určitou omezenou množinu výrazů, do níž elidovaný výraz patří:
- Jsem pro (návrh, nápad, plán atd.).
- Michaela ještě studuje (tj. je studentka – je elidován slovesný předmět, protože v daném kontextu není důležitý).

Elipsy lze dělit také podle jiných kritérií, např. podle toho, jestli elidují jen jeden větný člen, nebo delší část věty, nebo podle zaužívanosti dané elipsy (tj. jestli se daný výraz eliduje běžně, nebo byla elipsa vytvořena jen pro konkrétní příležitost – srv. běžné Kolik je (hodin)? × příležitostné Kolik dáš (peněz)?

## Vymezení elipsy
Za elipsu jsou považovány takové struktury, které dodržují gramatická pravidla daného jazyka – za elipsu se tedy nepovažuje náhodné vynechání slova (např. v mluvě cizinců nebo z důvodu nepozornosti):
- Kolem domu obcházel rozmrzelý (muž) a mumlal si něco pod fousy.

Za elipsu se obvykle nepovažuje také zeugma, které se liší právě tím, že jde o prohřešek proti spisovnému jazyku:
- Před (obchodem) i v obchodě bylo plno lidí. (Výraz obchodem nelze korektně elidovat, protože každá z předložek se váže s jiným pádem).

Elipsa by také měla být zpětně rekonstruovatelná, tj. příjemce dokáže přesně nebo aspoň přibližně odhadnout, jaké slovo bylo vypuštěno (tím se liší např. od aposiopese). V některých případech ovšem může být elipsa vágní, takže bez znalosti širšího kontextu může posluchač znejistět, co je vlastně elidováno:
- V kanceláři pracuji s mladší ženou než Pavla. = …s mladší ženou, než je Pavla, nebo …s mladší ženou, než s jakou pracuje Pavla?

V přesném vymezení, co je a co není elipsa, se jednotliví autoři rozcházejí – není například jasné, zda lze za elipsu považovat i nevyjádřený podmět (který se v češtině obvykle nevyjadřuje u 1. a 2. osoby, naopak ve 3. osobě se vypouští pouze tehdy, pokud je znám z kontextu).